# Argyrogena vittacaudata
Argyrogena vittacaudata är en ormart som beskrevs av Blyth 1854. Argyrogena vittacaudata ingår i släktet Argyrogena och familjen snokar. Inga underarter finns listade i Catalogue of Life.
Arten är endast känd från området kring Darjeeling i Västbengalen i Indien. Honor lägger antagligen ägg.